# Bernd Ziskofen

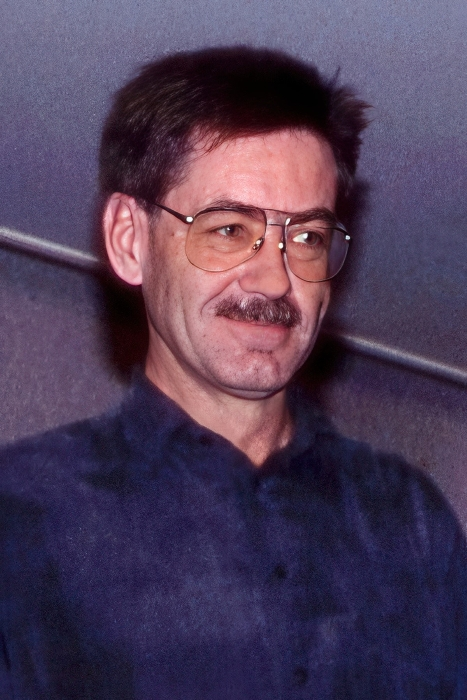
Bernd Ziskofen (1990)

Bernd Ziskofen (* 2. Mai 1942; † 9. November 1993 in Hamburg) war ein deutscher Motorsportfunktionär im Rallycross-Sport.

## Leben
Als Vorsitzender des Motorsport-Vereins Automobil-Club Niederelbe (ACN) sorgte der Kaufmann aus Neugraben dafür, dass das im Februar 1967 in England erfundene Rallycross auch nach Deutschland gelangte. Ziskofen und seinen Mitstreitern gelang es, den neuen Motorsport in Buxtehude zu etablieren und den dortigen Estering im Lauf der Jahre in ein Rallycross-Mekka für Rennsportfreunde aus vielen Ländern Europas zu verwandeln. Als Wettbewerbs-Veranstalter, das erste Rallycross-Rennen auf dem Estering fand im Mai 1972 statt, war er auch maßgeblich daran beteiligt, dass es ab 1973 eine für die ersten drei Jahre noch inoffizielle Europameisterschaft für diese Autosport-Disziplin gab, die Ende 1975 endgültig von der FIA adoptiert wurde und seit 1976 unter deren Aufsicht ausgetragen wird. Auf Ziskofens Initiative basierend wurde am 14. Dezember 1974 auf dem Flughafen Amsterdam-Schiphol in den Niederlanden die EM-Lauf-Veranstaltergemeinschaft European Rallycross Association (ERA) gegründet, deren Vize-Präsident er bis zu seinem Tod war.
Darüber hinaus war Ziskofen Präsident der Deutschen Rallycross-Vereinigung (DRV), der Rallycross-Fachmann der ONS (später durch den DMSB abgelöst) und aktives Mitglied der Off-Road Commission der Weltautomobilsporthoheit FIA. Anfang der 1980er konnte er verhindern, dass die Buxtehuder Rennstrecke geschlossen wurde, als  einige Nachbarn wegen des Motorenlärms an den vier jährlichen Renntagen protestierten. Nachdem 1983 der Betrieb der Anlage zunächst eingestellt werden musste, wurde sie mit dem Einverständnis der Behörden Anfang 1984 wieder geöffnet und danach kontinuierlich modernisiert.
Ziskofen verstarb zwei Tage nach einer Sitzung der ERA, die er in Hamburg organisiert und mitgeleitet hatte, im Alter von 51 Jahren an Herzversagen.